# Caviria eutelida
Caviria eutelida är en fjärilsart som beskrevs av Druce 1899. Caviria eutelida ingår i släktet Caviria och familjen tofsspinnare. Inga underarter finns listade i Catalogue of Life.